# Nicolas Le Floch (Fernsehserie)
Nicolas Le Floch ist eine TV-Serie des französischen Fernsehens (France 2).
Sie entstand nach den historischen Kriminalromanen von Jean-François Parot und ist seit 28. Oktober 2008 bei France 2 (France Télévisions) zu sehen. Regisseure waren bzw. sind u. a. Edwin Baily, Nicolas Picard-Dreyfuss und Philippe Bérenger. Eine Folge dauert 45 Minuten.

## Folgen

### Staffel 1
1. L'homme au ventre de plomb. 28. Oktober 2008
2. L'énigme des Blanc-Manteux. 4. November 2008

### Staffel 2
1. Le fantôme de la rue royale. 23. Oktober 2009
2. L'affaire Nicolas Le Floch. 30. Oktober 2009

### Staffel 3
1. La larme de Varsovie. 3. Dezember 2010
2. Le grand veneur. 10. Dezember 2010

### Staffel 4
1. Le dîner des gueux. 13. Januar 2012
2. Le crime de la rue des Francs-Bourgeois. 20. Januar 2012

### Staffel 5
1. Le crime de l'hôtel Saint-Florentin. 22. Januar 2013
2. Les sang des farines. 1. März 2013

### Staffel 6
1. Le cadavre anglais. 18. Dezember 2017.
2. Le Noyé du Grand Canal. 2. November 2018.